# Aglae caerulea
Aglae caerulea är en biart som beskrevs av Amédée Louis Michel Lepeletier och Audinet-serville 1825. Aglae caerulea ingår i släktet Aglae, tribus orkidébin, och familjen långtungebin. Inga underarter finns listade.

## Bildgalleri

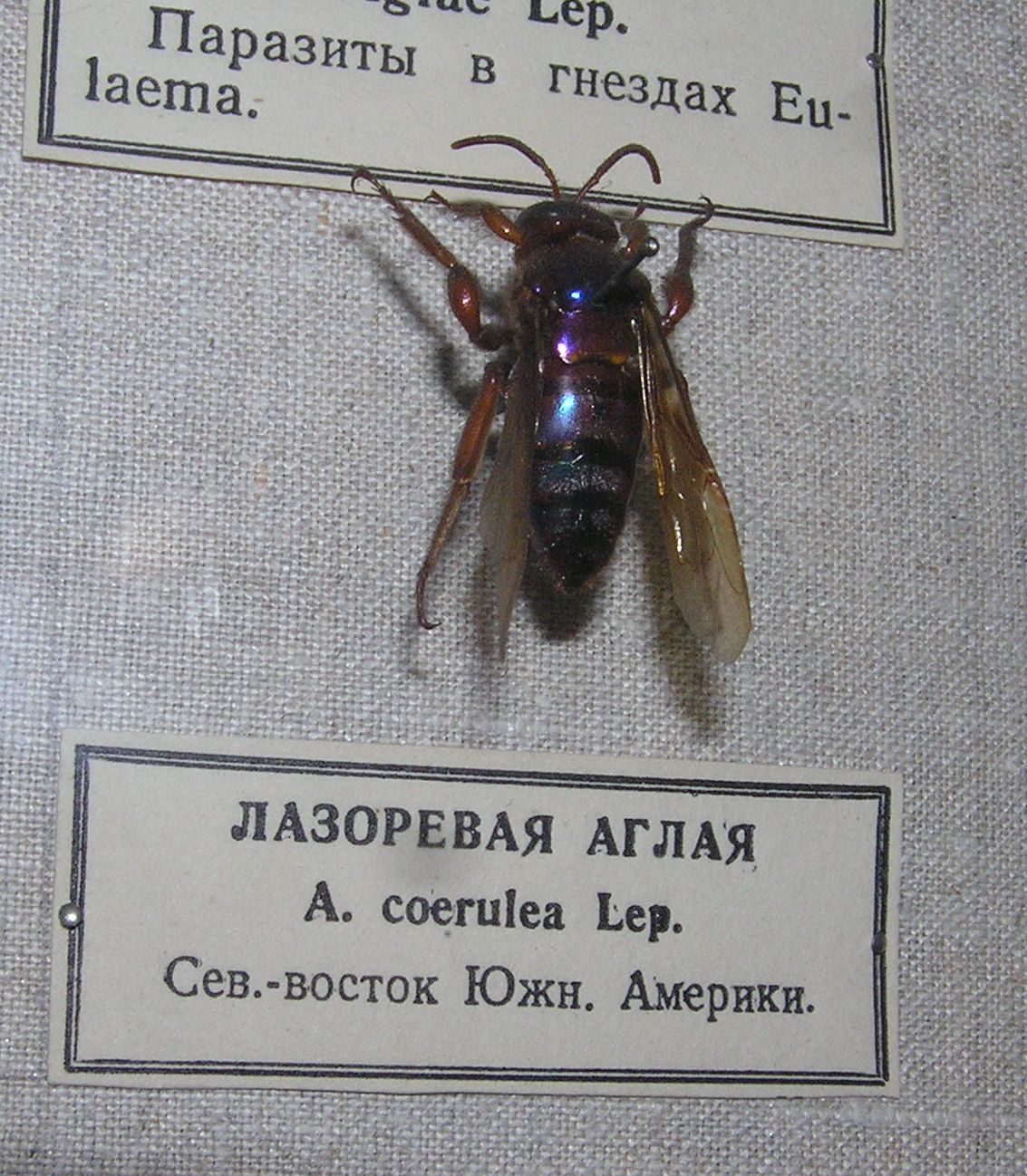